# الویویل-بلفاس
الویویل-بلفاس (به فرانسوی: Allouville-Bellefosse) یک کامین در فرانسه است که در Canton of Yvetot واقع شده‌است.

## خصوصیات
الویویل-بلفاس ۱۴٫۶۶ کیلومترمربع مساحت و ۱٬۰۲۲ نفر جمعیت دارد و ۱۴۸ متر بالاتر از سطح دریا واقع شده‌است.